# All Saints and St. Nicholas, South Elmham
All Saints and St. Nicholas, South Elmham – civil parish w Anglii, w Suffolk, w dystrykcie East Suffolk. W 2011 civil parish liczyła 233 mieszkańców.